# Unió Deportiva Cassà
La Unió Deportiva Cassà és un club de futbol català del poble de Cassà de la Selva.

## Història
L'any 1913 neix el CF Pàtria, primer equip de Cassà de la Selva. El 1921 neix el CF Cassà. Un any més tard es crea la UD Cassà. Acabada la Guerra Civil, el 1946, es refunda l'actual UD Cassà.
A final de la temporada 2008-09 el Cassà renuncia a la 3a Divisió i baixa fins a la Territorial Preferent.

## Palmarès
- 1 cop campió de Primera Catalana

## Temporades
Fins a l'any 2011-12 el club ha militat 3 vegades a Tercera Divisió, 2 a Primera Catalana i 13 a Preferent Territorial.
- 2005-06: Primera Div. Catalana 14è
- 2006-07: Primera Div. Catalana 1r
- 2007-08: Tercera Divisió (Grup 5è) 14è
- 2008-09: Tercera Divisió (Grup 5è) 13è
- 2009-10: Tercera Divisió (Grup 5è) 15è
- 2010-11: Territorial Preferent (Grup 1r) 17è
- 2011-12: Segona Catalana (Grup 1r) 16è
- 2012-13: Tercera Catalana (Grup 16è) 5è
- 2013-14: Tercera Catalana (Grup 17è) 1r
- 2014-15: Segona Catalana (Grup 1r) 7è
- 2015-16:--

## Himne Oficial
Amb la il·lusió que a tots ens

acompanya

cada setmana acudim a omplir el

camp

l'equip que lluita i l'afició que clama

perquè el Cassà sempre surti

triomfant.

Au !, som-hi tots que se sent

arribar l'hora

d'un poble unit pel treball i pel futbol

des del més gran fins al marrec que

encara plora

tots a cridar perquè el Cassà ha fet

un gol.

Amb l'afició que a tots agermana

cantem ben fort eixamplant els

nostres cors

fins a l'infinit que ressoni la tonada

Visca el Cassà, que és el club dels

meus amors.

Del blanc i el blau que és símbol de

tot un poble

aixecarem l'estendard sempre ben alt

i a cada camp lluitarem fort i amb

esperit noble

fins que els colors gravats per

sempre hi quedaran

Cassà, Cassà, Cassà

sempre endavant

que per molts anys

Visca el Cassà !